# 喩亢
喩 亢（ユー・カン、Yu Kang）は、中国湖北省出身のスタントマン、俳優。ドニー・イェンがアクション監督を務める際の「甄家班（イェン・アクションチーム）」の固定メンバーの1人。身長182cm。

## 来歴
5、6歳の頃より武術を習い始め、19歳でスタントダブルとして映画界に入る。当時は落下や車を使ったシーンなど人がやりたがらない危険なスタントを、達成感があるからと好んでやったという。
その後ドニー・イェンが監督とアクション監督を務めた『ツインズ・エフェクト』（2003年）にスタントマンとして参加。以来彼の元で仕事をするとともに、内トラ（身内エキストラの略、スタッフが俳優として出演することの用語）として『かちこみ!ドラゴン・タイガー・ゲート』の強敵シブミの役や『捜査官X』の逃亡犯イェン・ドンシェン役などで出演
。
過去一番苦しかったこととして、『かちこみ!ドラゴン・タイガー・ゲート』の時のエピソードを挙げている。「1秒もないシーンの撮影に84テイク、翌朝また同じ撮影。最後は黙っていてもドニーの目を見ればNGだと分る。お前はダメだと言われてるみたいに感じて。相手はスタントダブルだった イム・ワーさん、2人の手は腫れあがり次ダメならもう帰りたいと言いました。これは唯一自分が吐いた弱音です。丹哥（ドニー兄貴）は自身にも私達にも完璧を求め、そのプレッシャーはとてつもなく大きい。私が彼の元を離れないのは挑戦し続けることになるし脳を鍛え多くの事を学べ、そして他の人より強くなれるから」。
また日本で発売された『導火線 FLASH POINT』ブルーレイ特典である谷垣健治コメンタリーによるとエンドクレジットでトラックに激突し血を流していたのはシン・ユーのスタントダブルを務めたユー・カンであった。
その時ドニー・イェンは「なんで怪我なんかするんだ！俺はお前が怪我することなんか望んでない！」と現場で怒鳴ったといい、ユー・カンは「奇妙に思うかもしれないけど、この時自分はとても感動して言葉もなかった、それ以来彼は現場の安全対策にさらに気を遣うようになったんです」と話している。
やがて甄家班（イェン・アクションチーム）の固定メンバーとなり、近年ではスタントコーディネーターとしても活動。2017年の『追龍（原題）』ではユン・ブン、イム・ワーとともに香港電影金像奨・最優秀アクション設計賞のノミネートに名を連ねた。
その一方でドニー・イェンの経営する事務所「Bullet Films Productions」
と俳優としても正式に契約した。ある日撮影後にドニーから契約書を渡されたので、何の契約書かと尋ねたところ自分の会社との俳優契約だと言われ、内容も読まずに「どこにサインすればいいですか」と即答したという
。以降は、映画祭でのレッドカーペットやプロモーションの場に俳優として姿を見せる機会も増えている。
2018年には映画初出演の新人俳優を主役に据えたアクション映画『一个人的江湖（原題）』で共同ながら監督業へも進出した。

## 主な出演作品

### 映画
- 2003年 『ツインズ・エフェクト』（スタント）
- 2006年 『かちこみ!ドラゴン・タイガー・ゲート』
- 2007年 『導火線 FLASH POINT』
- 2011年 『三国志英傑伝 関羽』（スタント）
- 2011年 『捜査官X』
- 2013年 『スペシャルID 特殊身分』
- 2014年 『アイスマン』
- 2014年 『カンフー・ジャングル』
- 2015年 『イップ・マン 継承』
- 2017年 『追龍』
- 2017年 『王者帰来黄飛鴻（原題）』
- 2018年 『張三丰之末世凶兵（原題）』
- 2018年 『一个人的江湖（原題）』
- 2018年 『スーパーティーチャー 熱血格闘』
- 2018年 『沈黙の達人』
- 2020年 『燃えよデブゴン TOKYO MISSION』（原題：肥龍過江、日本公開2021年1月）（銀行強盗団役 兼 アクション監督）
- 2021年 『レイジング・ファイア』

## 武術指導作品
- 2013年 『スペシャルID 特殊身分』（アシスタント・スタントコーディネーター）
- 2014年 『モンキー・マジック 孫悟空誕生』（アシスタント・スタントコーディネーター）
- 2014年 『アイスマン』（アシスタント・スタントコーディネーター）
- 2014年 『カンフー・ジャングル』（アシスタント・スタントコーディネーター）
- 2017年 『追龍（原題）』（スタントコーディネーター）
- 2018年 『大師兄（原題）』（スタントコーディネーター）
- 2020年 『燃えよデブゴン TOKYO MISSION』（アクション監督）

## 監督作品
- 2018年 『一个人的江湖（原題）』